# Kirjat Gat
Kirjat Gat (hebrejsky קִרְיַת גַּת‎, v oficiálním přepisu do angličtiny Qiryat Gat, přepisováno též Kiryat Gat) je město v Izraeli v Jižním distriktu. Žije zde 60 582 obyvatel (2021). Ve městě je důležitá továrna společnosti Intel.

## Geografie
Nachází se v nadmořské výšce 125 m přibližně 56 km jižně od Tel Avivu, 43 km severně od Beer Ševy a 68 km od Jeruzaléma. Leží v rovinaté a zemědělsky využívané krajině v regionu Šefela, který na jih odtud přechází pozvolna do pouštní krajiny Negevské pouště. Podél severní strany města prochází vodní tok Lachiš.
Leží v hustě osídlené oblasti, která je etnicky převážně židovská. Město je na dopravní síť napojeno pomocí dálnice číslo 40 a dálnice číslo 35, které se tu kříží. Podél východního okraje města vede od počátku 21. století nová dálnice číslo 6 (Transizraelská dálnice). Stojí tu železniční stanice Kirjat Gat. Prochází tudy železniční trať Tel Aviv – Beer Ševa. Z ní tu k západu odbočuje železniční trať Kirjat Gat – Aškelon, která ale slouží jen pro nákladní přepravu.

## Etymologie
Jméno obce odkazuje na biblické město Gát citované v první knize Samuelově 6,17 Bylo kdysi jedním z pěti hlavních měst Pelištejců. Předpokládalo se, že historické město Gát existovalo ve stejné lokalitě. Postupem času a díky archeologickým výzkumům bylo zjištěno, že skutečné město Gát se nacházelo 13 km severovýchodně.

## Dějiny

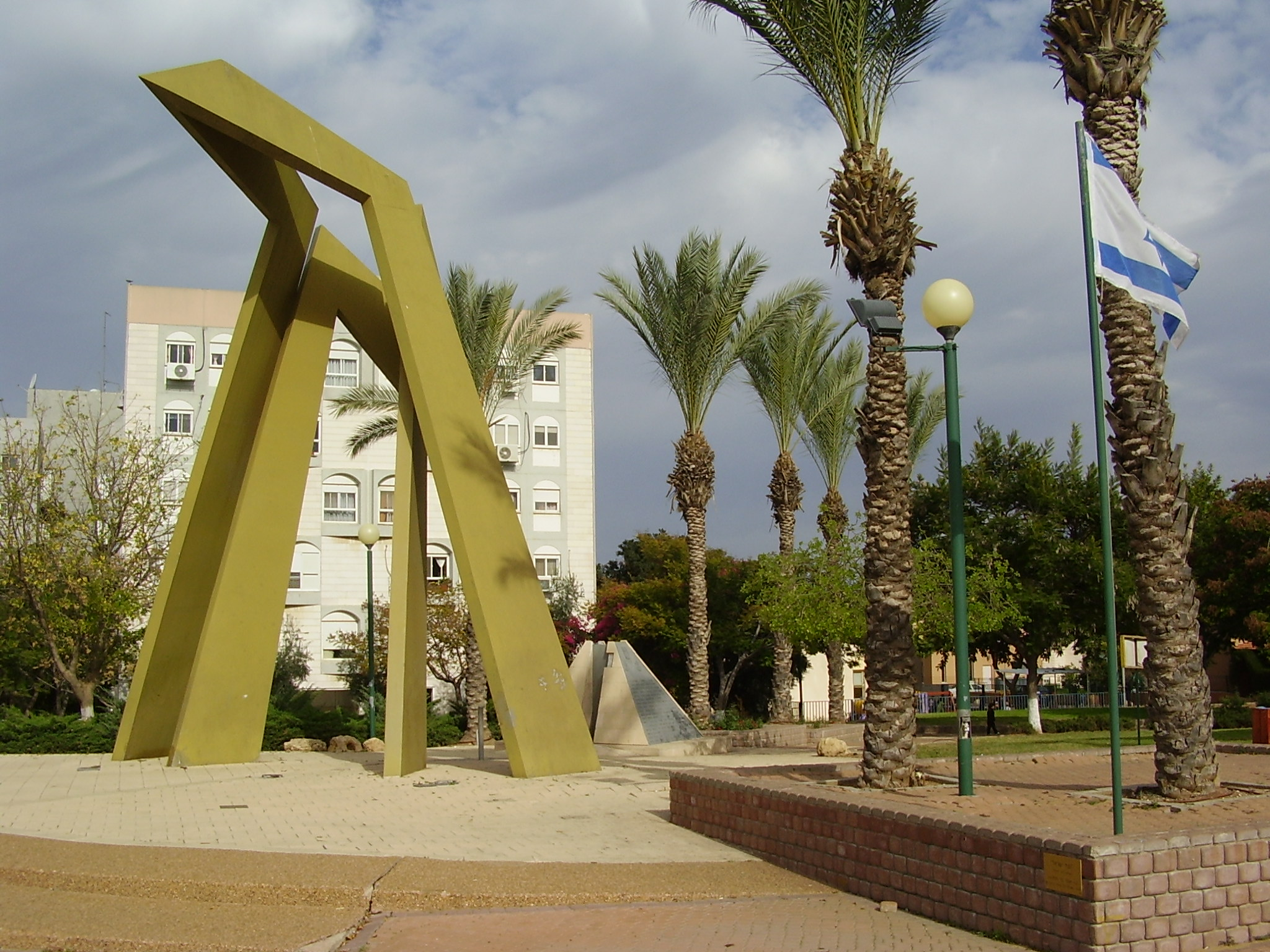
Válečný památník v Kirjat Gat

Během války za nezávislost v roce 1948 se v okolí dnešního Kirjat Gat odehrávaly těžké boje mezi Izraelci a Egypťany, kteří se zde opevnili v enklávě okolo tehejšího arabského města al-Faludža. Po skončení války byl region začleněn do státu Izrael a zdejší arabská populace byla vysídlena.
Novověký Kirjat Gat byl založen roku 1954. Podle jiného zdroje vznikl až v září 1955. Uvádí se rovněž 11. leden 1956.
Kirjat Gat byl založen jako takzvané rozvojové město. Jeho prvními obyvateli bylo osmnáct rodin židovských imigrantů z Maroka. Šlo o plánovitě budované městské centrum širšího regionu Chevel Lachiš, který byl cíleně osidlován a ve kterém byly v téže době založeny desítky vesnic. Status města obec získala roku 1972.
V roce 2014 bylo město během Operace Ochranné ostří vystaveno raketové palbě z Pásma Gazy, která zabila jednu osobu. V roce 2015 provedli palestinští teroristé ve městě dva teroristické útoky.
Ve druhé dekádě 21. století začala ve městě masová výstavba.

## Demografie
Podle údajů z roku 2009 tvořili naprostou většinu obyvatel Židé – přibližně 44 400 osob (včetně statistické kategorie „ostatní“, která zahrnuje nearabské obyvatele židovského původu, ale bez formální příslušnosti k židovskému náboženství, přibližně 47 400 osob).
Jde o středně velkou obec městského typu s dlouhodobě stagnující populací. K 31. prosinci 2014 zde žilo 50 600 lidí. V 90. letech nastal nejdynamičtější příliv přistěhovalců, zejména ze zemí bývalého Sovětského svazu. Navzdory existenci knihkupectví s ruskou literaturou, dochází k pochopitelné jazykové asimilaci těchto lidí. Je běžné na ulici spatřit matku oslovující dítě rusky, které jí odpovídá hebrejsky. Ve městě žije i početná komunita etiopských Židů (jedna z nejpočetnějších v rámci celého Izraele).
| Rok  | Obyvatelé |
| ---- | --------- |
| 1956 | 1 800     |
| 1957 | 4 400     |
| 1958 | 6 800     |
| 1959 | 7 900     |
| 1960 | 9 600     |
| 1961 | 10 450    |
| 1962 | 12 000    |
| 1963 | 13 500    |
| 1964 | 14 700    |
| 1965 | 15 600    |
| 1966 | 15 900    |
| 1967 | 16 300    |

| Rok  | Obyvatelé |
| ---- | --------- |
| 1968 | 17 000    |
| 1969 | 17 400    |
| 1970 | 18 000    |
| 1971 | 18 300    |
| 1972 | 19 200    |
| 1973 | 21 000    |
| 1974 | 21 100    |
| 1975 | 21 500    |
| 1976 | 22 000    |
| 1977 | 22 400    |
| 1978 | 23 100    |
| 1979 | 24 300    |

| Rok  | Obyvatelé |
| ---- | --------- |
| 1980 | 24 300    |
| 1981 | 24 600    |
| 1982 | 24 900    |
| 1983 | 25 500    |
| 1984 | 26 800    |
| 1985 | 27 100    |
| 1986 | 27 300    |
| 1987 | 27 400    |
| 1988 | 27 400    |
| 1989 | 27 700    |
| 1990 | 30 000    |
| 1991 | 32 600    |

| Rok  | Obyvatelé |
| ---- | --------- |
| 1992 | 35 000    |
| 1993 | 38 300    |
| 1994 | 42 500    |
| 1995 | 45 198    |
| 1996 | 46 121    |
| 1997 | 46 470    |
| 1998 | 46 758    |
| 1999 | 47 400    |
| 2000 | 47 846    |
| 2001 | 48 226    |
| 2002 | 48 200    |
| 2003 | 48 300    |

| Rok  | Obyvatelé |
| ---- | --------- |
| 2004 | 47 800    |
| 2005 | 47 600    |
| 2006 | 47 800    |
| 2007 | 47 800    |
| 2008 | 47 500    |
| 2009 | 47 400    |
| 2010 | 47 600    |
| 2011 | 47 700    |
| 2012 | 48 300    |
| 2013 | 49 400    |
| 2014 | 50 600    |
| 2015 | 51 500    |

| Rok  | Obyvatelé |
| ---- | --------- |
| 2016 | 52 600    |
| 2017 | 53 500    |
| 2018 | 55 000    |

## Hospodářství
Místní ekonomika byla z počátku založena na zpracování zemědělských plodin (bavlna) z okolní oblasti Chevel Lachiš.
Největším zaměstnavatelem ve městě byla textilní továrna Polgat a to až do svého uzavření v 90. letech 20. století. V roce 1999 americká společnost Intel otevřela ve městě továrnu na výrobu čipů, známou jako FAB 18, která vyráběla čipy Pentium 4 a flash disky. V únoru 2006 byl položen základní kámen druhé továrny Intelu ve městě a v roce 2021 se rozhodlo o investici ve výši 10 mld. USD na výrobu třetího výrobního závodu.

## Partnerská města
- Buffalo, Spojené státy americké (1977)
- Kruševac, Srbsko (1990)
- Chicago, Spojené státy americké (1998)